# Kirche von Ganthem

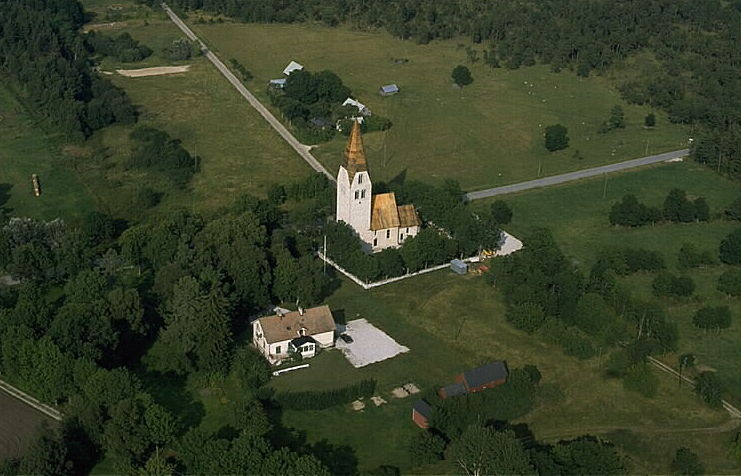
Kirche von Ganthem

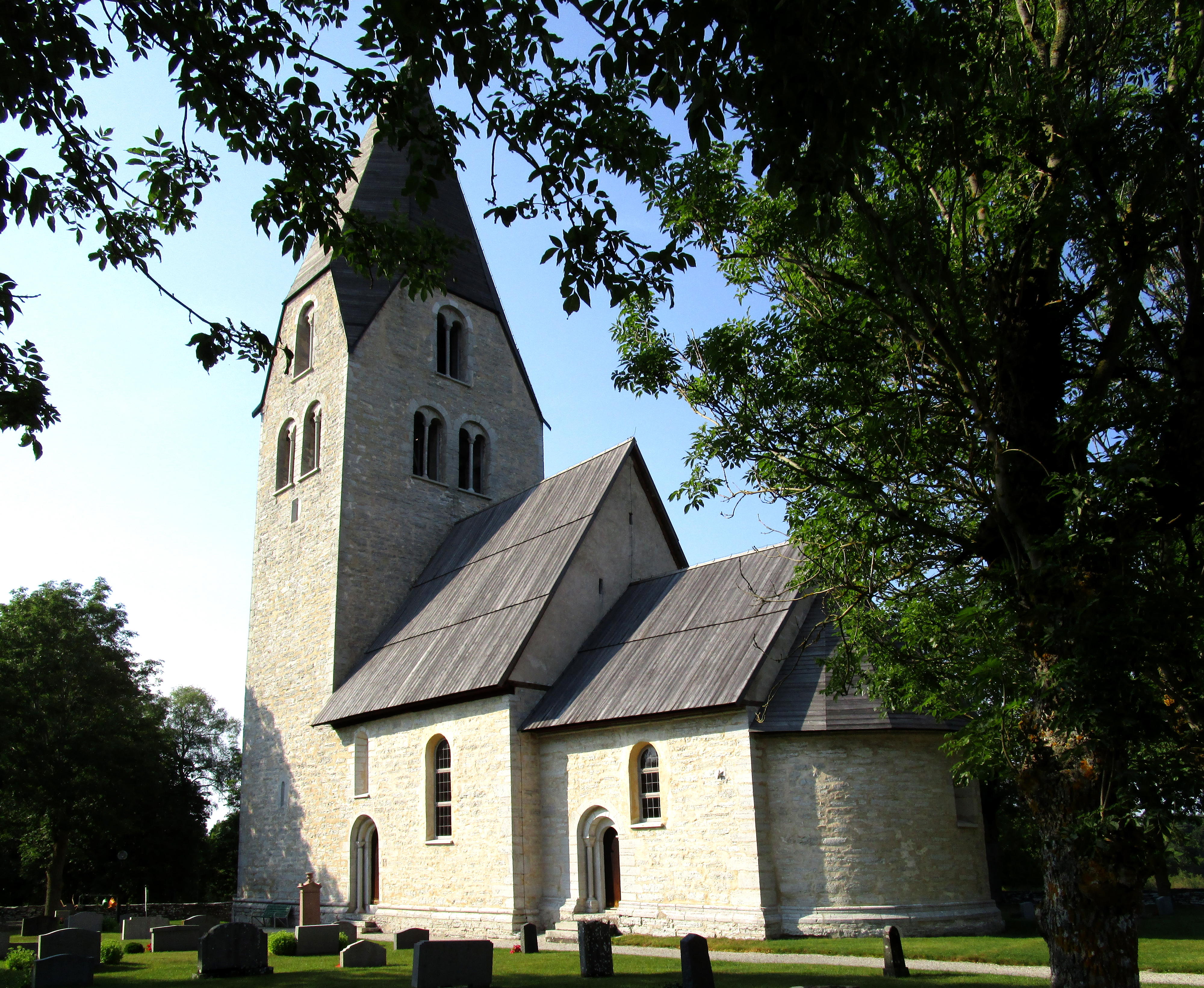
Kirche von Ganthem

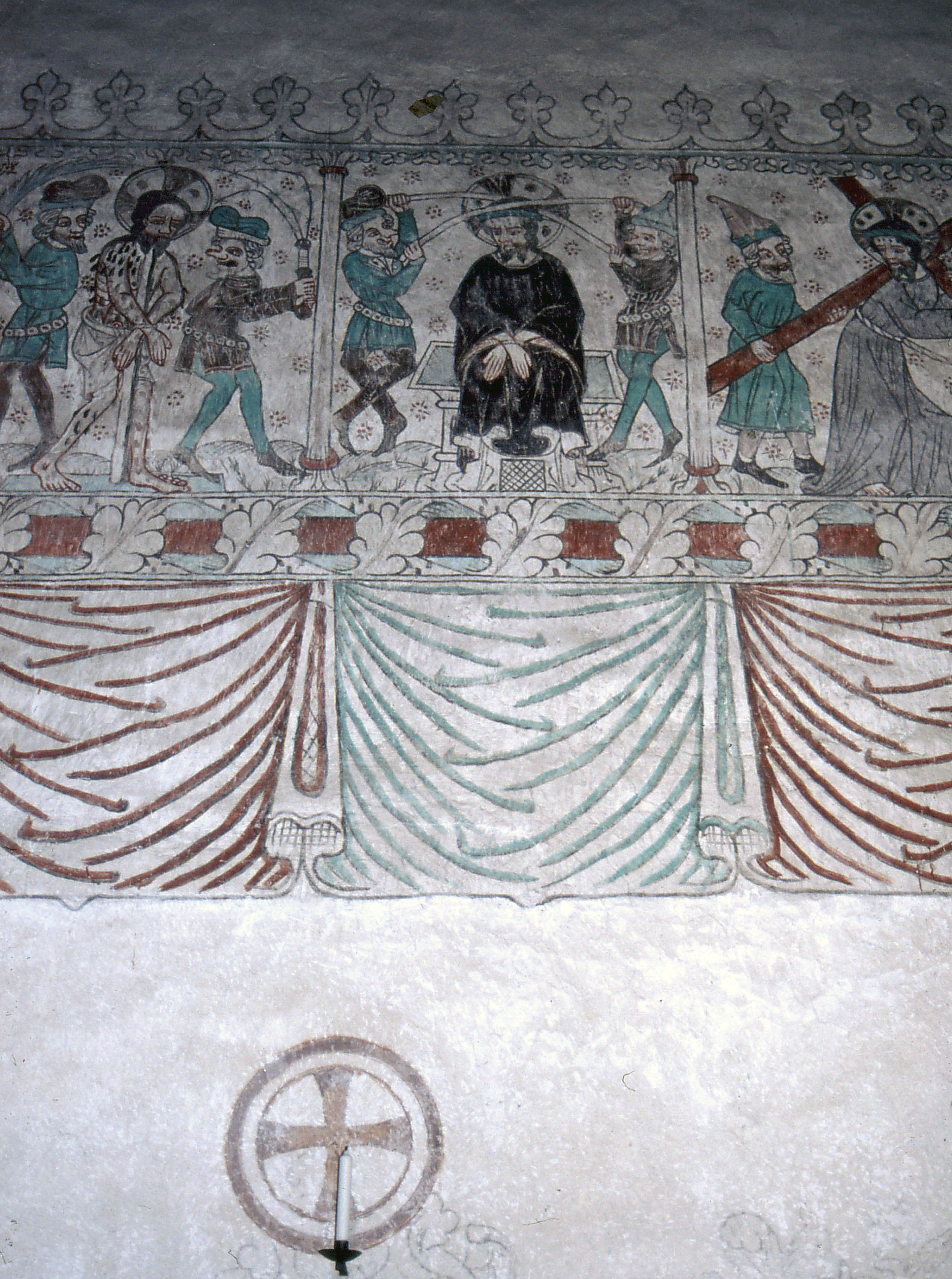
Passionsfris aus dem 15. Jahrhundert

Die Kirche von Ganthem (schwedisch Ganthems kyrka) ist eine Landkirche auf der schwedischen Insel Gotland. Sie gehört zur Kirchengemeinde (schwedisch församling) Dalhem im Bistum Visby.

## Lage
Die Kirche liegt im Landesinnern von Gotland, 22 km südöstlich von Visby, 7,5 km nördlich von Roma, 25 km südlich von Slite und 21 km nördlich von Ljugarn.

## Kirchengebäude
Die Kirche ist aus Naturstein gemauert und besteht aus einem Langhaus mit einem schmaleren Apsischor im Osten, einem Kirchturm im Westen und einer Sakristei im Norden. Die Kirche stammt zum größten Teil aus der romanischen Zeit. Die ältesten Mauern finden sich im Apsischor, der aus der zweiten Hälfte des 12. Jahrhunderts stammt. In der ersten Hälfte des 13. Jahrhunderts kam das zweischiffige Langhaus und der Turm dazu. Der Ostgiebel des Langhauses wurde westlich der Westwand des Chors gebaut. Auf diese Weise kam ein doppelter Triumphbogen zustande. Die Sakristei wurde erst 1930 angebaut. Der Außenraum wird von dem hohen Turm mit den mit Säulen versehenen Schallöffnungen in zwei Ebenen und die achteckige Turmspitze geprägt. Die Kirche hat rundbogige Fensteröffnungen auf der Südseite, wovon die westliche, die sich oberhalb des Südportals befindet, noch ursprünglich ist. Rundbogenportale finden sich in der Westmauer des Turms und in den Südmauern von Chor und Langhaus. Der Kirchenraum wird innen von vier Kreuzgewölben gedeckt, die von einer Mittelsäule getragen werden. Ein sogenannter Schalltopf (schwedisch ljudkraka) ist in die Oberseite des Chorgewölbes eingemauert. Kalkmalereien aus dem 15. Jahrhundert schmücken die Wände des Langhauses. Das Passionsfries auf der Nordseite ist nie übertüncht worden, was ungewöhnlich ist. Die übrigen Malereien sind 1967 wieder hervorgeholt worden. Zugaben späterer Jahre umfassen eine neue Bankeinrichtung und eine Empore von 1882, die aber inzwischen wieder entfernt worden ist. Von 1966 bis 1967 ist die Kirche nach Plänen des Domarchitekten Eiler Græbel restauriert worden.

## Ausstattung
- Der Taufstein ist aus dem 12. Jahrhundert und gehört zur sogenannten Hegwaldgruppe.
- Das Triumphkreuz ist romanisch und ungefähr von 1200.
- Der Altar kommt von 1902 und ist eine Kopie des alten Altars aus dem 14. Jahrhundert, der in das staatliche historische Museum in Stockholm gebracht worden ist.
- Die Kanzel kam 1655 hinzu.
- Die Orgel wurde 1967 von Grönlunds Orgelbyggeri aus Gammelstad gebaut.